# Ecsenius oculus
Ecsenius oculus és una espècie de peix de la família dels blènnids i de l'ordre dels perciformes.

## Morfologia
- Els mascles poden assolir 7 cm de longitud total.[1][2]

## Reproducció
És ovípar.

## Hàbitat
És un peix marí de clima tropical i associat als esculls de corall que viu fins als 4-15 m de fondària.

## Distribució geogràfica
Es troba al sud de les Illes Ryukyu, el sud de Taiwan, les Filipines i Papua Nova Guinea